# Mina gladaste julsånger
Mina gladaste julsånger är ett julalbum från 1974 av Charlotte Höglund.

## Låtlista
1. Mina gladaste julsånger
2. Nu är glada julen här (Charlotte Höglund)
3. Det lilla ljus (This Little Light of Mine)
4. Ett barn är fött på denna dag (Julvisa från medeltiden)
5. Jag vill tacka dig o gud (Michael Row the Boat Ashore, trad.)
6. När Jesusbarnet föddes (Daniel Olsson, John Nilsson)
7. Vi är syskon (Arne Höglund)
8. När ljusen brinner (gammalt julrim, Emanuel Mattsson)
9. Jag är trygg (Lennart Sjöholm, Charlotte Höglund)
10. Julpotpurri (Nu är det jul igen, Raska fötter springa tripp tripp tripp, Goder afton, Morsgrisar är vi allihopa, Sockerbagaren, Bjällerklang (Jingle Bells), Tomtarnas julnatt, Nu är det jul igen), trad.
11. Till Betlehem (Arne Höglund)
12. Spring min pålle (Lennart Sjöholm, Arne Höglund)
13. Det hände sig för länge se'n (Jester Hairston, Jan Erixon)
14. Jag tror visst att Jesus tycker om mig (Gun-Britt Holgersson)
15. Nu tändas tusen juleljus (Emmy Köhler, Charlotte Höglund)

### Fotnoter
1. ↑  ”Mina gladaste julsånger”. Discogs. 27 februari 1974. http://www.discogs.com/Charlotte-Mina-Gladaste-Juls%C3%A5nger/release/5615592. Läst 10 oktober 2014.
2. ↑  ”Mina gladaste julsånger”. Svensk mediedatabas. 27 februari 1974. http://smdb.kb.se/catalog/id/001884697. Läst 10 oktober 2014.